# A. Frank Glahn
A. Frank Glahn (1865 — 1941), foi um místico alemão que se utilizava de um pêndulo para suas apresentações. Glahn serviu aos interesses do Terceiro Reich, segundo consta, não inteiramente por sua própria vontade.

## Histórico
Glahn é mencionado no livro Reveal the Power of the Pendulum de Karl Spiesberger.
Em 1920, "Das Deutsche Tarot Buch" de A. Frank-Glahn foi publicado pela Uranus Verlag, acompanhado por um baralho, o "Deutsches Original Tarot", no estilo egípcio. O livro e as cartas de Glahn tornaram-se uma espécie de "bíblia" do tarô, o qual sobreviveu até a década de 1980, publicado pela Hermann Bauer Verlag.

## Obras
- Das Deutsche Tarotbuch Die Lehre von Weissagung und …
- Natürliche Kräfte und Strahlungen Pendellehre
- Erklärung und systematische Deutung des Geburtshoroskopes
- Die Kardinalauslösungen der Planeten
- Die Arbeit mit dem Erdhoroskop
- Die Handhabung der Spiegelpunkte
- Die Berücksichtigung der 36 Häuserdekanate
- Die Verwendung der Halbdistanzpunkte
- Glahns Rhythmenlehre mit Rhythmen von 8 1/3, 6, 7 oder 25 Jahren pro Haus
- Der Glahnsche Lebenskreis
- Das Deutsche Tarotbuch, 1979, Bauer-Verlag, Freiburg
- Das Mutterschaftsmysterium enthüllt, 1930, Uranus-Verlag, Memmingen
- Die Begriffene Astrologie, 1933, Uranus-Verlag Memmingen
- Erklärung und systematische Deutung des Geburtshoroskops, 1924, Uranus-Verlag Max Duphorn, Bad Oldesloe
- Jedermanns Astrologie für das deutsche Volk, 1935, Uranus-Verlag Memmingen